# Challenger de Brest
El Brest Challenger es un torneo profesional de tenis. Pertenece al ATP Challenger Tour. Se juega desde el año 2015 sobre pistas de dura bajo techo, en Brest, Francia.

## Palmarés

### Individuales
| Año  | Campeón           | Finalista          | Resultado           |              |
| ---- | ----------------- | ------------------ | ------------------- | ------------ |
| 2015 | Ivan Dodig        | Benoît Paire       | 7–5, 6–1            |              |
| 2016 | Norbert Gombos    | Yannik Reuter      | 7-5, 6-2            |              |
| 2017 | Corentin Moutet   | Stefanos Tsitsipas | 6–2, 7–6(8)         |              |
| 2018 | Hubert Hurkacz    | Ričardas Berankis  | 7–5, 6–1            |              |
| 2019 | Ugo Humbert       | Evgeny Donskoy     | 6–2, 6–3            |              |
| 2020 | No Celebrado      | No Celebrado       | No Celebrado        | No Celebrado |
| 2021 | Brandon Nakashima | João Sousa         | 6–3, 6–3            |              |
| 2022 | Grégoire Barrère  | Luca Van Assche    | 6–3, 6–3            |              |
| 2023 | Pedro Martínez    | Benjamin Bonzi     | 7–6(2), 7–6(2)      |              |
| 2024 | Otto Virtanen     | Benjamin Bonzi     | 6–4, 4–6, 7(8)-6(6) |              |

### Dobles
| Año  | Campeones                           | Finalistas                             | Resultado           |
| ---- | ----------------------------------- | -------------------------------------- | ------------------- |
| 2015 | Wesley Koolhof Matwé Middelkoop     | Ken Skupski Neal Skupski               | 3–6, 6–4, [10–6]    |
| 2016 | Sander Arends Mateusz Kowalczyk     | Marco Chiudinelli Luca Vanni           | 6-7(2), 6-3, [10-5] |
| 2017 | Sander Arends Antonio Šančić        | Scott Clayton Divij Sharan             | 6–4, 7–5            |
| 2018 | Sander Gillé Joran Vliegen          | Leander Paes Miguel Ángel Reyes-Varela | 3–6, 6–4, [10–2]    |
| 2019 | Denys Molchanov Andrei Vasilevski   | Andrea Vavassori David Vega Hernández  | 6–3, 6–1            |
| 2020 | No Celebrado                        | No Celebrado                           | No Celebrado        |
| 2021 | Sadio Doumbia Fabien Reboul         | Salvatore Caruso Federico Gaio         | 4–6, 6–3, [10–3]    |
| 2022 | Otto Virtanen Viktor Durasovic      | Petros Tsitsipas Filip Bergevi         | 6–4, 6–4            |
| 2023 | Julian Cash Yuki Bhambri            | Albano Olivetti Robert Galloway        | 6-7(2), 6-3, [10-5] |
| 2024 | Nicolás Barrientos Skander Mansouri | Jakub Paul Matěj Vocel                 | 7-5, 4-6, [10-5]    |